# Souvenir de Madame Eugène Verdier
'Souvenir de Madame Eugène Verdier' est un cultivar de rosier hybride de thé obtenu en 1891 par le rosiériste lyonnais Joseph Pernet-Ducher, baptisé et mis au commerce en 1894. Il célèbre la défunte épouse du fameux rosiériste parisien Eugène Verdier fils. Il ne doit pas être confondu avec l'hybride remontant du même nom de couleur rose obtenu par Joubert et mis au commerce par Eugène Verdier fils en 1894.

## Description
Ce délicat hybride de thé présente de grandes fleurs (26-40 pétales) très pleines aux pétales blancs sur les revers et nuancés de jaune très pâle sur le reste. La floraison a lieu en mai-juin et se répète légèrement en fin d'été. Son buisson est compact et très érigé avec un feuillage vert clair.
Sa zone de rusticité est de 7b à plus doux. Il ne supporte donc pas les hivers trop froids et a besoin d'être protégé. Il doit être taillé au début du printemps.
Cette variété est issue de 'Lady Mary Fitzwilliam' x 'Madame Chédanne-Guinoisseau'. Elle a donné naissance au rosier grimpant 'Le Rêve' (Pernet-Ducher, 1923), à ' 'Hofgärtner Kalb' et à 'Frau Dr. Schricker' (Johannes Felberg-Leclerc, 1927).